# Райово
Райо́во (болг. Райово) — село в Софійській області Болгарії. Входить до складу общини Самоков.

## Населення
За даними перепису населення 2011 року у селі проживали 762 особи, з них 737 осіб (99,5%) — болгари.
Розподіл населення за віком у 2011 році:
Динаміка населення: